# Franz Josef Düwell
Franz Josef Düwell (* 28. Oktober 1946 in Dortmund) ist ein deutscher Jurist, Vorsitzender Richter a. D. am Bundesarbeitsgericht und Honorarprofessor an der Universität Konstanz.
Studium der Rechtswissenschaften, Geschichte, Staatswissenschaften von 1968 bis 1974. Düwell trat nach einem an der Westfälischen Wilhelms-Universität Münster absolvierten Jura-Studium, währenddem er 1971 als studentischer Redakteur für den Semesterspiegel tätig war, und dem im Mai 1977 bestandenen Zweiten Staatsexamen in den richterlichen Dienst der Arbeitsgerichtsbarkeit des Landes Nordrhein-Westfalen ein. Dort war er zunächst bei den Arbeitsgerichten Bielefeld, Gelsenkirchen, Herne, Dortmund eingesetzt, ab 1989 in der Berufungsinstanz beim Landesarbeitsgericht Hamm.

## Wirken
In den Jahren 1985 bis 1989 hatte er die Funktion eines wissenschaftlichen Mitarbeiters am Bundesarbeitsgericht (BAG) inne. Im März 1991 ernannte ihn die Landesregierung zum Vorsitzenden Richter am Landesarbeitsgericht und das Präsidium des Landesarbeitsgerichts Hamm teilte ihm den Vorsitz der Zweiten Kammer des Landesarbeitsgerichts Hamm zu. Bereits nach zwei Jahren wurde Düwell zum Bundesrichter gewählt und am 19. Mai 1993 vom Bundespräsidenten Richard von Weizsäcker zum Richter am Bundesarbeitsgericht ernannt. Johannes Rau hat ihn am 17. August 2001 zum Vorsitzenden Richter am Bundesarbeitsgericht ernannt und nach dem Beschluss des Präsidiums des Bundesarbeitsgerichts führte er von September 2001 bis zum Eintritt in den Ruhestand zum 31. Oktober 2011 den Vorsitz des Neunten Senats.
Von 1999 bis 2010 war er neben seiner richterlichen Tätigkeit der richterliche Referent für Dokumentation und Datenverarbeitung des Bundesarbeitsgerichts. Zudem war er Vertreter des Bundes im Beirat der juris GmbH. Seit 2008 Beirat der Zeitschrift „Fachanwalt Arbeitsrecht“ (FA), seit 2014 Beirat der Zeitschrift „Recht und Praxis der Rehabilitation“ (RP Reha).
Düwell ist seit 2010 Honorarprofessor am Fachbereich Rechtswissenschaft für Arbeitsrecht sowie Datenschutzrecht und Sozialrecht. In diesen Rechtsbereichen hat er auch vielfach publiziert. Er ist Herausgeber bzw. Mitautor zahlreicher Kommentare und Autor wegweisender Aufsätze in Fachzeitschriften. Düwell ist Mitherausgeber des juris Praxisreports Arbeitsrecht (jurisPR-ArbR) mit wöchentlichen Anmerkungen zu den wichtigsten aktuellen Entscheidungen und gesetzlichen Neuerungen zum Arbeitsrecht. Er ist Sachverständiger u. a. für den Deutschen Bundestag sowie Landtage. Weitere Tätigkeiten: Vorsitz in betriebsverfassungsrechtlichen und personalvertretungsrechtlichen Einigungsstellen sowie Schlichter u. a. bei Arbeitskämpfen.
Düwell ist seit 1992 Präsident der Arnold-Freymuth-Gesellschaft für Juristische Zeitgeschichte. Ferner ist er seit 2007 Vorstandsmitglied, seit 2016 Vorstandsvorsitzender der gemeinnützigen Deutsch-Japanischen Gesellschaft für Arbeitsrecht (DJGA) zur Förderung des wissenschaftlichen Austausches zwischen japanischen und deutschen Experten für Arbeitsrecht seit 2016.

## Auszeichnungen (Auswahl)
Gastprofessur 2007 an der Chuo-University Tokyo. Verleihung der Honorarprofessur durch den Fachbereich Rechtswissenschaft an der Universität Konstanz 2010. Auszeichnung mit dem Verdienstkreuz am Bande des Verdienstordens der Bundesrepublik Deutschland (2017). Ehrenmedaille der Rechtsanwaltskammer in Hamm 2022

## Schriften (Auswahl)
- Düwell/Lipke [und 12 weitere]: ArbGG Arbeitsgerichtsgesetz. Kommentar zum gesamten Arbeitsverfahrensrecht. 6. Auflage. Luchterhand, Köln 2024, ISBN 978-3-472-09751-8.
- Boecken/Düwell/Diller/Hanau [und 101 weitere], Gesamtes Arbeitsrecht. 2. Auflage 2023. ISBN 978-3-8487-7187-5.
- Dau/Düwell/Joussen/Luik [und 9 weitere], LPK-SGB IX, Rehabilitation und Teilhabe von Menschen mit Behinderungen. Lehr- und Praxiskommentar SGB IX | BTHG | SchwbVWO | BGG. 6. Auflage 2022. ISBN 978-3-8487-6360-3.
- Düwell [und 22 weitere]: Betriebsverfassungsgesetz. Handkommentar, HaKo-BetrVG mit Wahlordnung / EBRG / SEBG. 6. Auflage. 2022, ISBN 978-3-8487-7186-8.
- Düwell: Wahl der Schwerbehindertenvertretung: Handbuch mit Formularen zu den Wahlen 2022/2023. 3. Auflage. Rieder-Verlag, Münster 2022, ISBN 978-3-945260-96-8.
- Düwell/Haase/Wolmerath [und 19 weitere], Digitalisierung der Arbeitswelt in Deutschland und Japan: Festschrift zum 20. Geburtstag der Deutsch-Japanischen Gesellschaft für Arbeitsrecht e. V. 1. Auflage 2018. ISBN 978-3-945394-16-8.
- Düwell/Schubert [und 8 weitere], Mindestlohngesetz. Handkommentar zum MiLoG. 2. Auflage 2017. ISBN 978-3-8487-2946-3.
- Düwell/Beyer: BTHG. Das neue Recht für behinderte Beschäftigte: Inklusion am Arbeitsplatz – Bundesteilhabegesetz als Herausforderung für Vertretungen, Arbeitgeber und Anwaltschaft. 1. Auflage. Nomos, 2017, ISBN 978-3-8487-3602-7.
- Schubert/Jerchel/Düwell: Das neue Mindestlohngesetz: Grundlagen und Auswirkungen. 1. Auflage. NomosPraxis, Baden-Baden 2015, ISBN 978-3-8487-1752-1.